# 伊藤慎一 (ウイングスーツパイロット)
伊藤 慎一（いとう しんいち、1964年12月 - ）は、日本のウイングスーツの飛行家、スカイダイバー。東京都生まれ。自民党衆議院議員の伊藤達也は実兄。

## 来歴
大学卒業後、陸上自衛隊に入隊。除隊後に渡米し、米国対テロ訓練校に入校し全課程を修了。要人や有名人の警備警護を担当。
2012年に「ウィングスーツで飛行した最大水平距離」26.9 km（16.71マイル）の世界記録を達成。2012年5月26日には米国カリフォルニア州から28.707 26km（17.83マイル）の距離で、ウィングスーツで飛行した最大絶対距離、最高速度は363 km / h（226 mph）で、2011年5月28日に達成された。
彼は、2009年に68人のパイロットによる米国国立ウィングスーツ飛行隊記録のメンバーだった 。 
日本のリスクコントロール株式会社という企業の最高経営責任者(CEO)でもある 。

## 著書
- 危機からの脱出方法（2001年8月、ベストセラーズ、ISBN 978-4584186237）

## 参照資料
1. ↑  “伊藤慎一の講演会はお任せください｜講演Wish”. 2020年10月20日閲覧。
2. ↑  “Greatest horizontal distance flown in a wingsuit”. Guinness World Records. 2013年11月13日時点のオリジナルよりアーカイブ。2018年10月23日閲覧。
3. ↑  “Greatest absolute distance flown in a wingsuit”. Guinness World Records. 2018年10月23日閲覧。
4. ↑  “Fastest horizontal speed reached in a wingsuit”. Guinness World Records. 2018年10月23日閲覧。
5. ↑  “USPA: National Records”.  Uspa.org. 2010年4月18日時点のオリジナルよりアーカイブ。2010年8月10日閲覧。
6. ↑  “Risk Control Corp,Company information”.  Risk Control Corp,. 2011年8月10日閲覧。